# Kostelec u Stříbra
Kostelec (deutsch Kostelzen) ist eine Gemeinde mit 600 Einwohnern (Stand: 1. Januar 2023)  in Tschechien. Sie liegt 9 km südlich von Stříbro in einer Höhe von 482 m ü. M. Nordwestlich von Kostelec entspringt der Touškovský potok.
Nördlich der Gemeinde verläuft die Dálnice 5 / Europastraße 50 mit der Anschlussstelle Stříbro.

## Geschichte

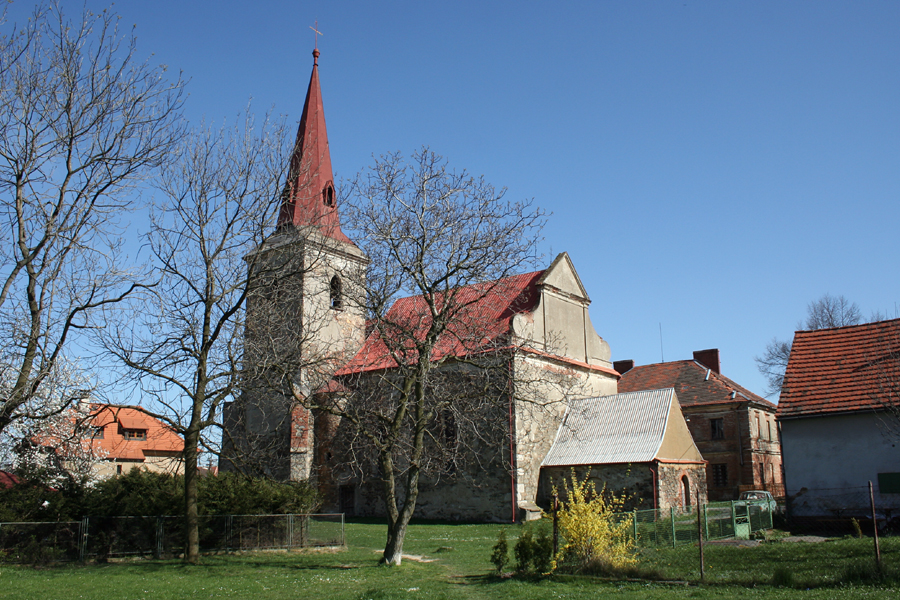
Kirche Johannes des Täufers

Die erste Erwähnung von Kostelec stammt aus dem Jahre 1352. Vermutlich ist das ausgedehnte Dorf aber weitaus älter als sich durch historische Quellen belegen lässt. Einer Legende nach soll die Entstehung des Orts auf den Bischof Adalbert von Prag zurückgehen, der 992 auf seiner Reise von Regensburg nach Prag hier eine Kirche gestiftet haben soll.
Ältestes Bauwerk ist die am Rande des Dorfes stehende Kirche Johannes des Täufers aus dem Jahre 1356. Die gotische Kirche wurde im 18. Jahrhundert im barocken Stil umgebaut, hat aber im Wesentlichen ihre ursprüngliche Form behalten. Das ursprüngliche Dorf wurde unterhalb der Kirche an einem Hang angelegt und lässt keine regelmäßigen Strukturen erkennen.
Bis zur Aufhebung der Patrimonialherrschaften gehörte das Pfarrdorf Kostelzen zum Kloster Kladrau. 1939 lebten in dem Ort einschließlich der Einschichten Alfredshof (Alfrédov), Hammelhof (Beraní Dvůr) und Senetitz 352 Menschen.
In der zweiten Hälfte des 20. Jahrhunderts wurde noch ein Oberdorf angelegt. Die mit zeitgemäßen Komfort errichteten Wohnbauten passen jedoch architektonisch nicht zum dörflichen Ortsbild. In der Zeit vom 1. Januar 1980 bis zum 1. Januar 1989 war Kostelec nach Kladruby eingemeindet worden. Im Jahre 2002 hatte Kostelec – ohne die Ortsteile – 302 Einwohner.
In Alfrédov besteht ein Golfplatz.

## Gemeindegliederung
Die Gemeinde Kostelec besteht aus den Ortsteilen und Katastralbezirken
- Kostelec
- Lšelín (Elschelin), 6 Einwohner,
- Nedražice (Nedraschitz), 79 Einwohner,
- Ostrov u Stříbra (Ostrau), 104 Einwohner,
- Popov (Poppowa), 18 Einwohner und
- Vrhaveč (Worhabschen), 30 Einwohner.

## Sehenswürdigkeiten
- Kirche Johannes des Täufers
- Schloss Alfrédov